# Иванич, Дельфа
Дельфа Иванич (серб. Делфа Иванић, 6 марта 1881, Подгорица — 14 августа 1972, Белград) — сербская активистка. Первая сербка, получившая медаль имени Флоренс Найтингейл.

## Биография
Дельфа Иванич родилась 6 марта 1881 года в Подгорице. Мать умерла в 1886 году, а два года спустя и отец, князь Иван Мусич. Её усыновил Михайло Богичевич, который был министром строительства. Окончила начальную и высшую женскую школу в Белграде, а затем изучала химию в Женеве. Прервала своё обучение в 1899 году, когда умер её опекун. Вернувшись в Сербию, работала учителем в сербской школе в Скопье. Там в 1901 году вышла замуж за сербского консула Ивана Иванича. Во время Второй мировой войны не согласилась сотрудничать с немцами, из-за чего деятельность «Круга сербских сестёр» была запрещена, а Иванич в 1944 году была арестована за сотрудничество с подпольем. После освобождения партизанами была вновь арестована коммунистическими властями. Освобождённая под давлением писателя и политика Яши Продановича, Иванич снова арестовали за написание письма с просьбой о помиловании Драголюба Михайловича, а её имущество было конфисковано. Деятельность «Круга сербских сестёр», председателем которого она была в 1941—1946 годах, также была запрещена. После освобождения из тюрьмы отошла от общественной жизни. Умерла 14 августа 1972 года в Белграде.

## Деятельность
В 1903 году вместе с Надеждой Петрович положила начало «Кругу сербских сестёр» (англ. Коло српских сестара). В 1912 году, во время Первой Балканской войны, основала в Белграде 6-ю резервную больницу для раненых. Следующая больница была основана в сентябре 1912 года как больница «Круга сербских сестёр» во Врачаре. В 1915 году в Лондоне учредила общество поддержки сербов Srpsko potporno udruženje. Благодаря его деятельности 500 сербских студентов смогли проживать в Оксфорде и Бирмингеме. Совместно со Станкой Лозанич организовала Комитет сербских женщин в Париже и Ницце. Его задачей был поиск финансовой помощи и отправка посылок солдатам в лагерях для военнопленных в Германии и Австро-Венгрии. В рамках своей гуманитарной деятельности посетила Салоники, Триест и Риеку, где читала лекции о деятельности женских гуманитарных ассоциаций.
Стала первой сербкой, награждённой медалью имени Флоренс Найтингейл. В 1962 году передала эту медаль в дар Сербскому медицинскому обществу.

## Награды
- Медаль имени Флоренс Найтингейл (1920)